# Johann Gottfried Walther
Johann Gottfried Walther (Erfurt, 1684. szeptember 18. – Weimar, 1748. március 23.) német zeneszerző, orgonista, zenetudós. Johann Sebastian Bach rokona és barátja.

## Életpályája
Erfurtban Jakob Adlung és Joh. Bernhard Bach tanítványa volt. Kora jelentős orgonaművészei közé tartozott; Erfurtban, majd Weimarban volt  udvari zenész.

## Művei
Zeneszerzőként korálfoldolgozásairól (korálvariációk, preludiumok, toccaták és fugák stb.) nevezetes. Átírta Vivaldi több hegedűversenyét orgonára.
Zenei lexikográfusként kiadott Musicalisches Lexikon oder Musicalische Bibliothek című műve (1732) jelentős zenei életrajzi és bibliográfiai enciklopédia, amely a későbbi hasonló tárgyú lexikális művekre is hatott.